# Premio Odissea
Il Premio letterario Odissea, più conosciuto come Premio Odissea, è un concorso letterario annuale di fantascienza, fantasy, horror e weird assegnato ad un romanzo italiano inedito. Il premio consiste nella pubblicazione del romanzo vincitore da parte di Delos Books. 

## Storia
il premio viene bandito da Delos Books a partire dal 2007 (ma la prima edizione ha attribuito il premio nel 2009). Questo premio sostituisce il Premio Effemme (legato alla rivista FantasyMagazine e dedicato ai racconti) e il Premio Fantascienza.com. Fra i vincitori, Clelia Farris, Paolo Lanzotti, Giovanni Burgio, Silvia Robutti, Francesco Verso e Davide Del Popolo Riolo.

## Formato
La giuria che effettua la prima selezione delle opere è composta da scrittori e professionisti del settore editoriale. La giuria che sceglie il vincitore è composta da Silvio Sosio e Franco Forte.

## Albo d'oro

### Premio Fantascienza.com
- 2003 - 1ª edizione: Massimo Pietroselli, L'undicesima frattonube
- 2004 - 2ª edizione: Clelia Farris, Rupes Recta
- 2005 - 3ª edizione: Giuseppe De Felice, Il pianeta di Bachman
- 2007 - 4ª edizione: Fabio Oceano, Stella Rossa

### Premio Effemme
- 2011 - 1ª edizione: Marco Scaldini, Scene di lotta di classe all'obitorio
- 2012 - 2ª edizione: Elisa Emiliani, Ibrido
- 2013 - 3ª edizione: Cecilia Sensi, Dieci anni dopo: Il dono

### Premio Odissea
- 2009 - 1ª edizione: Clelia Farris, Nessun uomo è mio fratello, ex aequo con Paolo Lanzotti, Il segreto di Kregg
- 2010 - 2ª edizione: Giovanni Burgio, Infezione genomica
- 2012 - 3ª edizione: Silvia Robutti, La maledizione della fiamma
- 2013 - 4ª edizione: Francesco Verso, Livido
- 2014 - 5ª edizione: Davide Del Popolo Riolo, De bello alieno
- 2015 - 6ª edizione: Rainer Maria Malafantucci, Gozzo Unterlachen poeta maledetto
- 2016 - 7ª edizione: Franci Conforti, Spettri e altre vittime di mia cugina Matilde
- 2017 - 8ª edizione: Elena di Fazio, Ucronia
- 2018 - 9ª edizione: Emanuele Boccianti e Luca Persiani, Futuro invisibile
- 2019 - 10ª edizione: Caterina Mortillaro, Devaloka - Il pianeta degli dèi
- 2020 - 11ª edizione: Nino Martino, Irene, ex aequo con Franci Conforti, Eden
- 2021 - 12ª edizione: Luigi Rinaldi, Blu Espero
- 2022 - 13ª edizione: Stefano Dalpian, Limos, ex aequo con Giovanna Repetto, L'arte di non muoversi[6]
- 2023 - 14ª edizione: Luigi Rinaldi, Onda omologica[7]
- 2024 - 15ª edizione: Dario de Judicibus, Quello che le stelle non dicono[8]